# Jazz Jamboree
Jazz Jamboree ist der Name eines internationalen Jazz-Festivals in Warschau, Polen, das alljährlich im Oktober stattfindet. Es ist das älteste polnische Musikfestival und findet seit 1958 jährlich statt.
Im September 1958 organisierte der Polnische Studentenverband gemeinsam mit dem Warschauer Hot Club Hybrydy erstmals dieses Festival. Austragungsort war ursprünglich der Studentenclub Stodoła. Wegen des wachsenden Zuspruchs wechselte das Festival 1961 in die Warschauer Nationalphilharmonie. Seit 1966 wird das Festival im Großen Saal des Warschauer Kulturpalastes durchgeführt. 
Das Festival war insbesondere zur Zeit des Kalten Krieges eine anspruchsvolle, damals vom polnischen Staat durchgeführte Veranstaltung und entwickelte sich zum größten und populärsten Jazzfestival der sozialistischen Länder. Hier versammelte sich an mehreren Tagen die gesamte Jazzszene Polens und zahlreiche Besucher aus dem sozialistischen Ausland. Seit Ende der 1950er kamen amerikanische Musiker – bis hin zu Prominenten wie Miles Davis – hinzu, deren Aufenthalt von der US-amerikanischen Botschaft finanziert wurde. Hinzu kamen Newcomer und etablierte Bands aus anderen ost-, aber auch aus westeuropäischen Ländern. Prominente Gäste waren u. a. Charles Mingus, Elvin Jones, Dizzy Gillespie, Duke Ellington, Michael Brecker, Ray Charles, Chucho Valdés, John Scofield, Art Blakey, Gerry Mulligan, Gil Evans, Woody Herman, Lou Bennett, Stuff Smith, Jan Garbarek, Günter Sommer, Conny Bauer, Heinz Becker, Albert Mangelsdorff und Wjatscheslaw Ganelin. Das Festival diente „über einen langen Zeitraum hinweg als Drehscheibe zwischen östlichen und westlichen (der westeuropäischen wie auch der amerikanischen) Jazzszenen.“
Theaterfachmann und Jazz-Organisator Martin Linzer erinnert sich: „War in Warschau schon das Theater in den Siebzigern außergewöhnlich, so war die Stadt während der Jazz Jamboree ein quasi exterritorialer Ort fast rauschhaften Genusses oder ein Land Utopia innerhalb des sozialistischen Lagers.“ Allein aus der DDR pilgerten jedes Jahr über achthundert Jazzfans nach Warschau.